# The Way of the Strong
The Way of the Strong is een Amerikaanse dramafilm uit 1928 onder regie van Frank Capra. De film werd destijds in Nederland uitgebracht onder de titel De mismaakte.

## Verhaal
Een dranksmokkelaar Handsome Williams neemt Nora in huis. Op die manier raakt zij al spoedig betrokken bij een bendeoorlog tussen Williams en zijn rivaal Tiger Louie.

## Rolverdeling
| Acteur              | Personage         |
| ------------------- | ----------------- |
| Mitchell Lewis      | Handsome Williams |
| Alice Day           | Nora              |
| Margaret Livingston | Marie             |
| Theodore von Eltz   | Dan               |
| William Bailey      | Tiger Louie       |